# Задвір'я

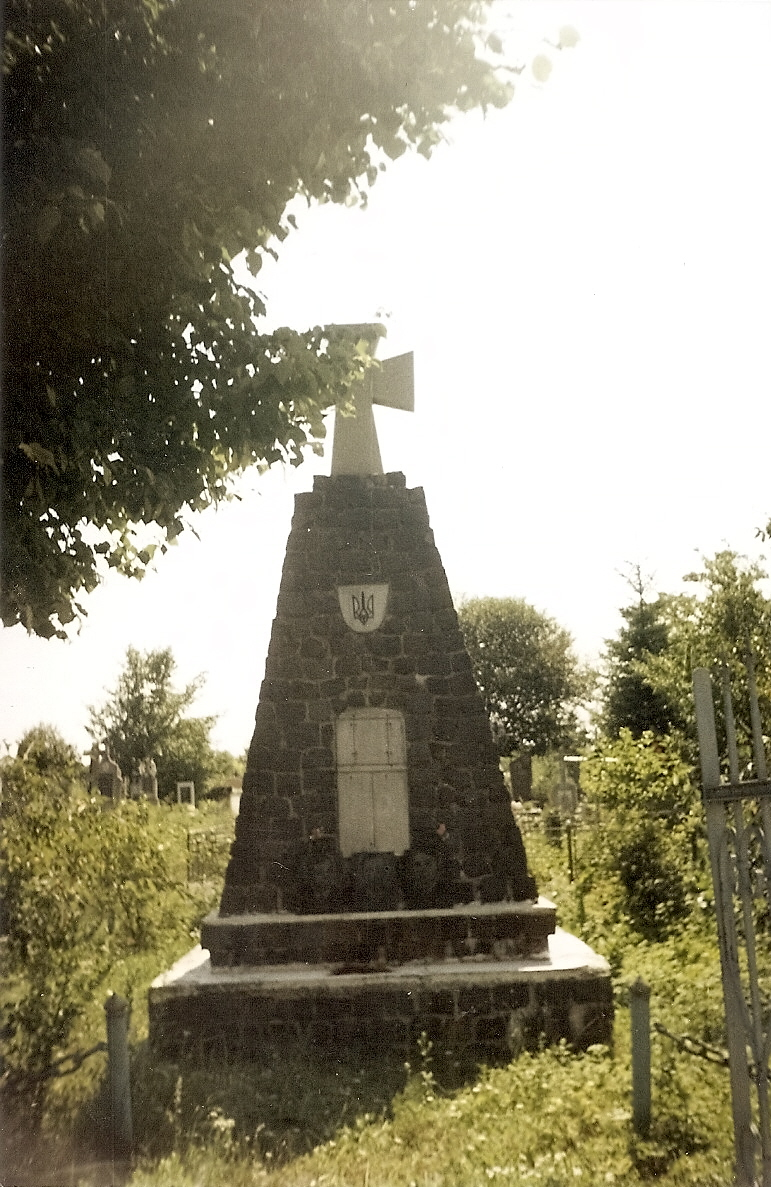
Пам'ятник Борцям за волю України на цвинтарі села Задвір'я

Задві́р'я — село в Україні, у Красненській селищній територіальній громаді Золочівського району Львівської області. Населення становить 1736 осіб.

## Географія
Село розташоване на пагорбах серед заболочених колись рівнин. Зараз вони порізані каналами, які відводять зайві води до р. Полтви. Через Задвір'я проходить залізниця Львів-Броди та Львів-Тернопіль. Через село пролягає автошлях Т 1425, що сполучає автотраси Київ—Львів—Чоп М06 та М09 Львів—Тернопіль. На півночі знаходиться с. Новосілки, зі сходу с. Полтва, з півдня — невелике село Богданівка, із заходу — с. Полоничі. З південної сторони на віддалі кількох кілометрів від села півколом Задвір'я оточує смуга лісів, які тягнуться вздовж долини Полтви, її правого берега. Вздовж північних границь села пливе річка Яричівка. Сільські забудови підносяться над навколишньою місцевістю на 30—40 м, найбільші висоти в межах села сягають 250 м над рівнем моря.

## Історія
Перша відома дослідникам старовини письмова згадка про нього датується 1451 роком. 
Село було королівщиною в Львівській землі Руського воєводства, якою від імені короля Польщі управляв шляхтич Ян Кола.
1696 року Задвір'я разом з Полоничами, згідно з акту люстрації, належало львівському стольнику Якубу Ожзі. У Львівському державному історичному архіві зберігся надзвичайно цінний документ, який проливає світло на соціально-економічне становище Задвір'я цього періоду — мається на увазі люстрація (перепис) оренди Задвір'я і належних до нього Полонич від 1764 року. В цього документі орендаркою села рахувалася «вельможна пані Юліана».
В 1771 році передане право на володіння орендою Задвір'я разом з Полоничами підкоморію (посада) Львівської землі Руського воєводства Міхалу (Михайлові) Зельонці. У 1779 році села стають приватною власністю панів. У Львівському історичному архіві зберігся журнал обліку земельних ділянок, якими володіли мешканці Задвір'я, починаючи з 1846 року.

### Період Перших визвольних змагань 1914-1921
З початком Першої світової війни багато мешканців села було мобілізовано до Австро-Угорської армії, а рівно ж добровольці зголошувались до Легіону УСС. Станом на 1 червня 1916 року у першому полку УСС служили задвір’янці:
- Колтун Михайло, 1894 р. н. (старший стрілець, 2-тя сотня);
- Струтинський Михайло, 1897 р. н. (стрілець, 3-тя сотня);
- Качалаба Іван, 1894 р. н. (стрілець, технічна сотня);
- Мурський Іван, 1889 р. н. (стрілець, технічна сотня).

1 листопада 1918 року після довершення героїчного Листопадового Чину у Львові, під час котрого владу у місті було перебрано українцями, у провінціях влада теж перейшла в українські руки. Так станом на 1 листопада залізнична станція Задвір’я «була вже зайнята українським військом із золочівської залоги». Після відступу УГА 22 травня 1919 року станція Задвір’я була захоплена польським військом.
Під час польсько-радянської війни 17 серпня 1920 року на станції Задвір’я відбувся бій між польським та більшовицьким військом, внаслідок котрого загинуло більше трьох сотень поляків. У польській історії даний бій згадується як «польські Термопіли». Однак, як зазначає український історик Олександр Дєдик «Здавалося б, подію з такою гучною назвою давно й ретельно вивчили. Та ще 1990 року польський дослідник С. Нічєя (Stanisław Nicieja) відверто зазначив, що «битва під Задвір'ям, хоча й обросла легендами, досьогодні не дочекалася наукового опрацювання»». Дещо відмінні дані про бій під Задвір’ям подаються у супротивних джерелах. Як знову ж зазначає О. Дєдик «Очевидні протиріччя виразно засвідчують брак знань про справжній перебіг і значення цієї події. ... Для достеменної реконструкції подій 17 серпня 1920 року все ще бракує джерел».

### Період збройної боротьби ОУН та УПА
У період збройної боротьби ОУН та УПА в Задвір’ї діяли осередки ОУН, зокрема, станиця ОУН (чоловіча та жіноча), частково підрайонний та кущовий проводи ОУН, боївка СБ   Глинянського районного проводу ОУН. Кількість учасників ОУН та УПА, уродженців села, сягає півтора сотні осіб, серед котрих загиблі понад півсотні, виселено на спец поселення до Сибіру майже півсотні сімей. Серед загиблих чільних учасників ОУН та УПА із Задвір’я були, зокрема, члени районного проводу ОУН Ярослав Хома та Наталія Колтун, підрайонного та кущового проводів: Гнат Турка, Михайло Салабай, Петро Салабай, Анатолій Савчин, члени станичного проводу: Іван Стець, Михайло Дмитрук, бойовики Глинянської районної боївки СБ під командуванням Володимира Макаровського - «Чайки»: Петро Бігас, Михайло Кришталь, Михайло Колтун, Володимир Пелехатий, Ярослав Савчин, Петро Савчин, Євген Хома, а також командант боївки СБ з Красненщини Григорій Савчин. Засуджені комуністичними репресивними органами, зокрема, Іван Парамущак, Петро Гнида, Олексій Щур, Олександра Турка, Юлія Савчин. Серед ветеранів ОУН та УПА був, зокрема, Олексій Савчин – розвідник сотні УПА «Малинового» та політв’язень, помер у 2020 році. 
На цвинтарі села знаходиться символічна могила Борцям за волю України та частково могили загиблих учасників ОУН та УПА, частина інших учасників із Задвір’я перепохована з місць таємного захоронення органами НКВД, у 1991 році в Братській могилі в Глинянах.

## Населення
Згідно з переписом УРСР 1989 року чисельність наявного населення села становила 1936 осіб, з яких 897 чоловіків та 1039 жінок.
За переписом населення України 2001 року в селі мешкало 1855 осіб.

### Мова
Розподіл населення за рідною мовою за даними перепису 2001 року:
| Мова            | Кількість | Відсоток |
| --------------- | --------- | -------- |
| українська      | 1840      | 99.03%   |
| угорська        | 11        | 0.59%    |
| російська       | 5         | 0.27%    |
| інші/не вказали | 2         | 0.11%    |
| Усього          | 1858      | 100%     |

## Пам'ятки

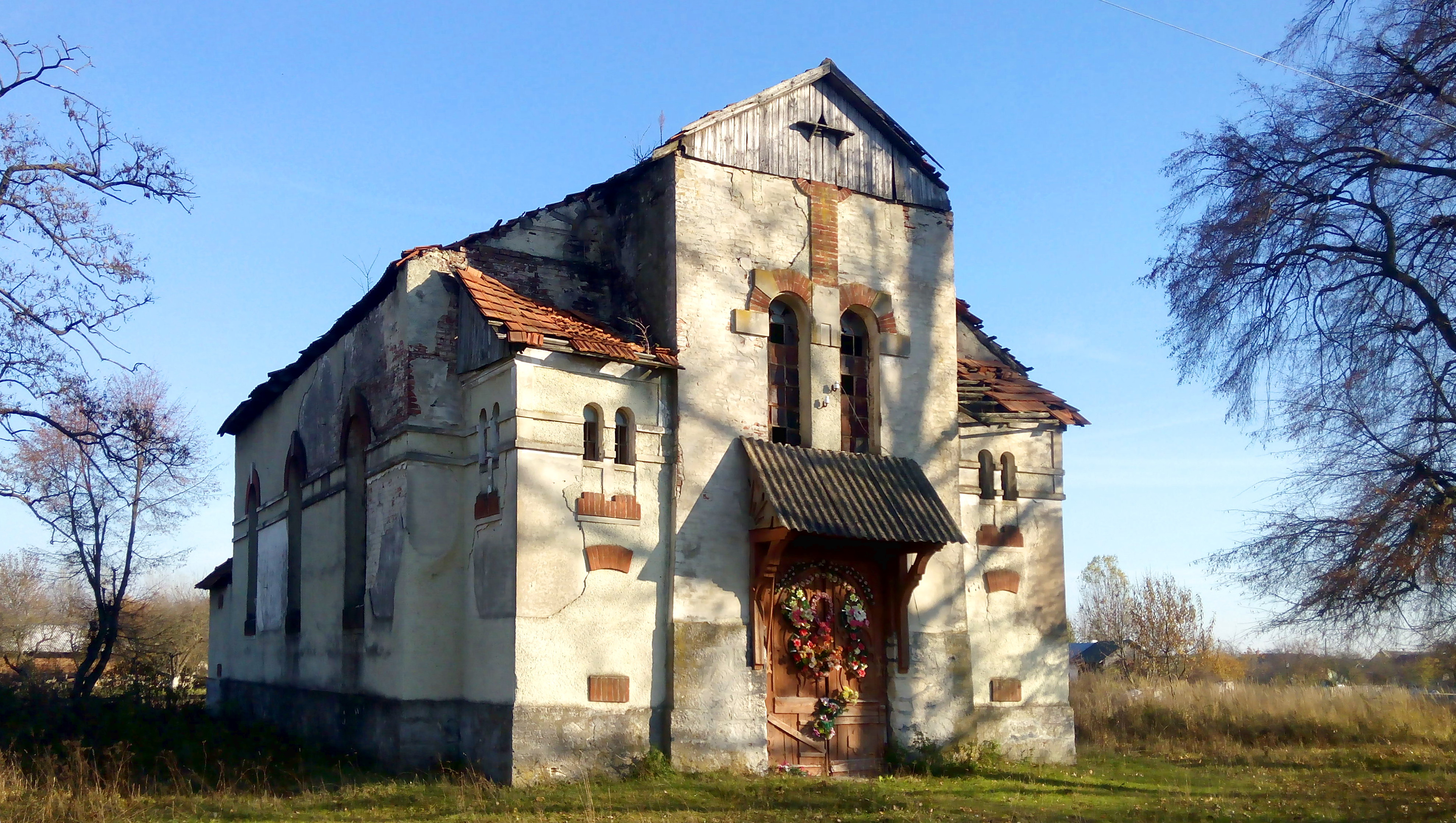
Костел-каплиця Божої Матері (1908)

У північній частині Задвір'я стоїть дерев'яна церква Собору Пресвятої Богородиці. Біля автотраси за 1 км на північ від центральної частини села знаходиться мурований костел з дзвіницею. В центрі села триває побудова нового храму Всіх Святих українського народу.

## Соціальна сфера
У селі діють Задвір'янський ОЗЗСО І-ІІІ ст., лікарська амбулаторія сімейної медицини, бібліотека, Народний дім, перукарня, відділення поштового зв'язку, відділення «Ощадбанку». Працює ряд приватних підприємств, споживче товариство, ВАТ. 
Торгівлю здійснюють продуктові магазини, магазин будівельних матеріалів, магазин продовольчих та ритуальних товарів. У селі є кафе, бар, цілодобовий магазин.

## Відомі люди
- Іван Коваль — письменник, член Спілки письменників України.
- Іван Савчин — письменник, автор книги «Задвір'я: Нариси історії села».
- Марія Савчин — діячка ОУН, зв'язкова УПА, громадська діячка у США. Лицар Бронзового Хреста Заслуги. Рідна сестра Івана
- Стефан Соханевич — польський архівіст, історик, публіцист.